# سهره پشت‌زیتونی گونه‌سفید
سهره پشت‌زیتونی گونه‌سفید (نام علمی: Delacourella capistrata)، که همچنین به عنوان سهره پشت‌زیتونی سرخاکستری شناخته می‌شود، یک گونه رایج از سهرگان ریز است که در آفریقا یافت می‌شود. گستره جهانی آن 800000 کیلومتر مربع تخمین زده می‌شود.
در بنین، بورکینافاسو، کامرون، جمهوری آفریقای مرکزی، چاد، جمهوری دموکراتیک کنگو، ساحل عاج، گامبیا، غنا، گینه، گینه بیسائو، مالی، نیجریه، سیرالئون، توگو و سودان جنوبی یافت می‌شود. و در اوگاندا وضعیت گونه به عنوان کمترین نگرانی ارزیابی می‌شود.